# Kamienica Mennica w Krakowie
Kamienica Mennica (Kamienica Margrabska) – zabytkowa kamienica znajdująca się w Krakowie. w dzielnicy I Stare Miasto przy Rynku Głównym 47, na rogu z ulicą Floriańską 2, na Starym Mieście.

## Historia
W XVI wieku została kupiona przez margrabiego Zygmunta Myszkowskiego. W XVIII stuleciu była siedzibą Franciszka Wielopolskiego, pierwszego prezydenta miasta Krakowa. Wielopolski wynajmował ją również na zajazd „Pod Opatrznością”; w 1792 nocował w nim Tadeusz Kościuszko.
W XIX w. mieścił się w niej hotel „Drezdeński”, w którym na kilka dni zatrzymał się Stanisław Moniuszko podczas swojego pierwszego pobytu w Krakowie w 1858. Informację o wizycie autora „Halki” zamieścił krakowski „Czas”. Moniuszko zawarł tu znajomość z Ambrożym Grabowskim, Józefem Kremerem i Lucjanem Siemieńskim. Tutaj też, pod wpływem wizyty kompozytora na Wawelu, zrodził się pomysł na nową – nigdy nie dokończoną – operę „Rokiczana”, pisaną do libretta Józefa Korzeniowskiego. Miała to być opera historyczna o królu Kazimierzu Wielkim.
Rokokowa fasada pochodzi z pierwszej połowy XVIII wieku.
17 grudnia 1932 kamienica została wpisana do rejestru zabytków. Znajduje się także w gminnej ewidencji zabytków.